# Спасский сельсовет (Оренбургская область)
Спасский сельсовет — сельское поселение в Саракташском районе Оренбургской области Российской Федерации.
Административный центр — село Спасское.

## История
Статус и границы сельского поселения установлены Законом Оренбургской области от 2 сентября 2004 года № 1424/211-III-ОЗ «О наделении муниципальных образований Оренбургской области статусом муниципального района, городского округа, городского поселения, установлении и изменении границ муниципальных образований»

## Население
| 2010 | 2012 | 2013 | 2014 | 2015 | 2016 | 2017 |
| ---- | ---- | ---- | ---- | ---- | ---- | ---- |
| 744  | ↘724 | ↘717 | ↘702 | ↘698 | ↗916 | ↗919 |
| 2018 | 2019 | 2020 | 2021 |      |      |      |
| ↘915 | ↘904 | ↘887 | ↘874 |      |      |      |

## Состав сельского поселения
| № | Населённый пункт | Тип населённого пункта       | Население |
| - | ---------------- | ---------------------------- | --------- |
| 1 | Ковыловка        | село                         | 34        |
| 2 | Мальга           | село                         | 37        |
| 3 | Нижнеаскарово    | село                         | 108       |
| 4 | Спасское         | село, административный центр | ↘702      |
| 5 | Среднеаскарово   | село                         | 69        |